# 五村农民反霸斗争遗址
五村农民反霸斗争遗址是1926年至1935年期间中国共产党党员彭真组织天津东南部小刘庄、小滑庄、东楼村、西楼村和贺家口这五个毗邻村庄的农民以西南楼前街第三十七国术馆为阵地进行护佃反霸斗争的遗址，现已拆除。
该遗址原为河西区西南楼地区的土坯平房的三合院。1997年，在天津市人民政府对西楼前街一带实施危陋平房改造中，原五村农民反霸斗争旧址所在村落以及原国术馆遗址连同周边的破旧房屋一同拆除并建成新型居民住宅区和拥有万米绿地的西苑公园，天津市河西区委和区人民政府在遗址处立“天津五村农民反霸斗争旧址”纪念牌，并建“怀翁亭”。建遗址为天津市文物保护单位。
　